# Teddy Tinmar

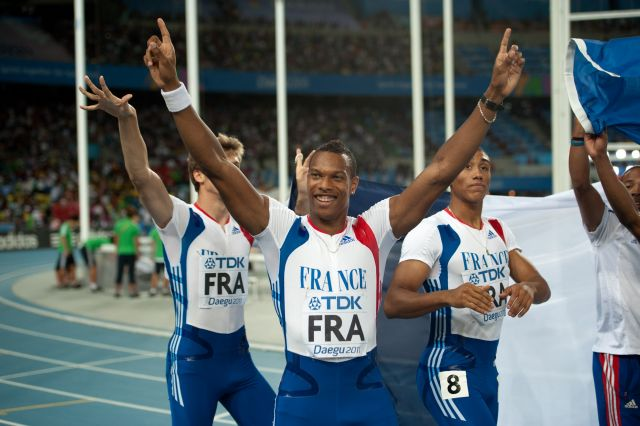
Teddy Tinmar (Mitte) bei den Weltmeisterschaften 2011

Teddy Tinmar (* 30. Mai 1987 in Bondy) ist ein französischer Sprinter.
2010 wurde er Dritter bei den französischen Hallenmeisterschaften über 60 m und schied bei den Leichtathletik-Hallenweltmeisterschaften in Doha über dieselbe Distanz im Vorlauf aus.
2011 wurde er Dritter bei den französischen Meisterschaften über 200 m. Bei den Leichtathletik-Weltmeisterschaften in Daegu gehörte er zur französischen Staffel, die Silber in der 4-mal-100-Meter-Staffel gewann.
Teddy Tinmar ist 1,88 m groß und wiegt 83 kg. Er wird von Calios Jean-Michel trainiert und startet seit 2011 für den EFS Reims Athlétisme.

## Persönliche Bestzeiten
- 60 m (Halle): 6,67 s, 28. Februar 2010, Paris
- 100 m: 10,30 s, 29. Juli 2011, Albi
- 200 m: 20,92 s, 5. Juli 2011, Reims
  - Halle: 21,28 s, 3. Februar 2010, Reims